# N.I (chanson)
Pour les articles homonymes, voir NI.
Singles de Niska
Mapess
(2021) 140G
(2021)
N.I est un single du rappeur français Niska featuring Ninho extrait de la mixtape Le monde est méchant.

## Genèse
Sortie que quelques jours avant la parution de Le monde est méchant, cette chanson est le troisième single du cinquième album de Niska. « N.I » reprend les thèmes récurrents de la musique des deux artistes soit vivre la belle vie, leur passé difficile dans la rue, la violence ainsi que l'amour.

## Clip vidéo
Le clip sort le même jour que le single.

## Classements
| Classements (2019)                      | Meilleure position |
| --------------------------------------- | ------------------ |
| France (SNEP)                           | 2                  |
| Belgique (Wallonie Ultratop 50 Singles) | 16                 |
| Suisse (Schweizer Hitparade)            | 19                 |

## Certification
Le 20 décembre 2021, le morceau est certifié single d'or en France, par le SNEP.
| Pays   | Organisme | Certification | Seuil                         |
| ------ | --------- | ------------- | ----------------------------- |
| France | SNEP      | Diamant       | 50 000 000 équivalent-streams |